# Clayton Rohner
Clayton Rohner (Palo Alto (Californië), 5 augustus 1957) is een Amerikaans acteur. 

## Biografie
Rohner heeft zijn opleiding genoten aan de Whitman College in Walla Walla (Washington). Hierna is hij weer teruggekeerd naar Californië voor het acteren. Hiermee is hij begonnen in 1982 in de film Desperate Lives. Hierna heeft hij nog in meerdere films en televisieseries gespeeld zoals Hill Street Blues (1981 – 1984), Murder One (1996 – 1997), G vs E (1999 – 2000), Jack & Jill (2001) en Day Break (2006 – 2007). 
In zijn vrije tijd is hij meestal te vinden op water waar hij zijn grote hobby uitoefent, namelijk surfen. En hij geeft ook les in acteren aan een toneelschool in Los Angeles. In het verleden is Rohner verloofd geweest met Mia Sara. 

## Filmografie

### Films
Selectie:
- 2015 The Human Centipede III (Final Sequence) - als dr. Jones
- 1989 Nightwish – als Jack
- 1988 Bat*21 – als sergeant Harley Rumbaugh
- 1985 Just One of the Guys – als Rick Morehouse

### Televisieseries
Uitgezonderd eenmalige gastrollen.
- 2017 SuperHigh - als Bruce - 7 afl.
- 2009 Dollhouse – als cliënt – 2 afl.
- 2006 – 2007 Day Break – als Surfer – 4 afl.
- 2001 Jack & Jill – als Dante – 3 afl.
- 1999 – 2000 G vs E – als Chandler Smythe – 22 afl.
- 1998 L.A. doctors – als Warren Spillman – 2 afl.
- 1996 – 1997 Murder One – als Vince Biggio – 18 afl.
- 1997 Murder One: Diary of a Serial Killer – als Vince Biggio – 6 afl.
- 1981 – 1984 Hill Street Blues – als Shamrock en Gawker en Juvenile – 5 afl.

- Bibliothèque nationale de France: cb14035930z (data)
- Gemeinsame Normdatei: 1284233669
- International Standard Name Identifier: 0000 0000 0120 5658
- Nederlandse Thesaurus van Auteursnamen: 17503317X
- Système universitaire de documentation: 253581052
- Virtual International Authority File: 61746864